# 大洋酒造
大洋酒造株式会社（たいようしゅぞう）は、新潟県村上市にある1945年（昭和20年）創業の酒蔵。国家総動員法による企業整備令により、村上税務署内14の蔵が合併して誕生。設立時から5年間の社名は下越銘醸株式会社。屋号は「大関屋」。銘柄は「大洋盛（たいようざかり）」（創業時から5年間は「越の魂（こしのたま）」）
。朝日連峰を水源とする三面川の伏流水が仕込み水に用いられている。県内でもいち早く大吟醸酒を市販した酒蔵の一つとして知られている。
2019年（令和元年）から花酵母を使った酒造りに挑戦。2021年（令和3年）にイチゴの花酵母を使った酒「イチゴ花酵母 Junmai Ginjo Yechigo-Murakami 大洋盛」を発売。米は地元村上市大毎地区の棚田で作られた「たかね錦」を使用している。
社長は各オーナー家が交代で務めてきたが、現在はプロパーの社長が務めている。